# Spiegel (zámek)
Spiegel (rovněž Špígl) je klasicistní zámeček pojmenovaný podle rodového jména vrchnosti. Sloužil jako panské sídlo, později jako zájezdní hostinec. Nachází se při severním okraji Arnoltova, části města Březová v okrese Sokolov v Karlovarském kraji.
Od roku 1996 je chráněn jako kulturní památka.

## Historie
Zámek nechal postavit kolem roku 1834 tehdejší majitel panství Kostelní Bříza Gottlieb Henneberg-Spiegel. Arnoltov byl ke Kostelní Bříze připojen roku 1750. Zámek byl možná postaven jako náhrada za starou rezidenci bývalých majitelů statku, která však později sloužila už jen pro potřeby poplužního dvora. Nové panské sídlo sloužilo zprvu k občasným pobytům majitelů panství, po dokončení císařské silnice z Karlových Varů do Chebu v těsné blízkosti zámku byl přestavěn na zájezdní hostinec. V 70. letech 19. století, po vybudování traťového úseku buštěhradské dráhy z Karlových Varů do Chebu, výrazně poklesl zájem o služby hostince a opět sloužil potřebám vrchnosti.
Svému účelu sloužil zámek až do konce druhé světové války. Po válce byl zkonfiskován a areál zámku využívaly Státní statky Sokolov, později přejmenované na Agrokombinát Sokolov. Zámek chátral a koncem 80. let 20. století se uvažovalo o jeho zboření.
Po sametové revoluci využívali zámek pasáci a prostitutky, v roce 1993 jej získala sokolovská firma Stani, která získala dotace na jeho rekonstrukci. Firma se dostala do finančních problémů a její společníci firmu prodali. Podle výpisu z obchodního rejstříku je od listopadu 1997 jednatelkou firmy Stani paní Helena Palová z Rýmařova, po které se však slehla zem.
Zámek je ve zcela dezolátním stavu, okolí zámku je zarostlé náletovou zelení. V památkovém katalogu Národního památkového ústavu je veden na seznamu ohrožených nemovitých památek.

## Stavební podoba
Zámek je jednoduchá patrová budova na obdélném půdorysu o rozměrech zhruba 24x13 metrů. Hlavní průčelí zvýrazněné mělkým trojosým středovým rizalitem s balkonem směřuje k hlavní silnici. Do dvora obrácené průčelí je rovněž doplněno balkónem. Na fasádě v přízemí se nacházejí lizénové pásy. Budovou prochází průjezd, který symetricky rozděluje přízemí na dvě části. Za budovou se rozkládá obdélný uzavřený dvůr, obezděný kamennou ohradní zdí. Při vnější stěně ohradní zdi se nacházejí zříceniny bývalých hospodářských objektů. Zámek je krytý valbovou střechou. Původní dispozice objektu byla částečně změněna odstraněním původních příček při adaptaci na kancelářské prostory Agrokombinátu. Některé místnosti jsou plochostropé, některé s plackovými klenbami. V zámeckém parku se nachází menší rybník.